# Dražen Vrdoljak
Dražen Vrdoljak (ur. 1 kwietnia 1951 roku w Splicie, zm. 9 maja 2008 roku w Zagrzebiu) – krytyk muzyczny, dziennikarz, redaktor radiowy i telewizyjny oraz twórca chorwackiej nagrody fonograficznej Porin. Był członkiem sekcji pisarskiej w Stowarzyszeniu Kompozytorów Chorwackich. W swojej czterdziestoletniej karierze Dražen Vrdoljak znacząco przyczynił się do rozwoju chorwackiej kultury i sztuki.

## Życiorys
Dražen Vrdoljak urodził się 1 kwietnia 1951 r. w Splicie. W rodzinnym mieście ukończył szkołę średnią i studiował ekonomię. Od 1970 r. zajmował się dziennikarstwem, pisząc o muzyce dla młodzieżowej prasy, a później dla dzienników (Slobodna Dalmacija, Vjesnik, Večernji list) i tygodników (Nedjelna Dalmacija, Telegram, Oko, VUS, Studio). Był także redaktorem i prezenterem chorwackiego radia i telewizji. W swojej pracy Dražen Vrdoljak śledzi style muzyczne, takie jak rock, pop czy jazz, włączając je w szerszy zakres współczesnej kultury popularnej.
W latach 70. Vrdoljak brał udział w organizacji różnych wydarzeń muzycznych, takich jak Muzički Biennale w Zagrzebiu, festiwal Jazz Fair, YURM, Uniwersjada, Eurowizja, Croatian Music Aid, programy klubowe i liczne koncerty, w tym występ Rolling Stones w 1998 roku w Zagrzebiu. Był również aktywnym tłumaczem – w 1978 roku przetłumaczył Ilustrowaną encyklopedię rockową, a w 1980 roku Ilustrowaną encyklopedią jazzową. Wraz z Darkiem Glavanem napisał książkę o Bijelo Dugme zatytułowaną Ništa mudro (Nic Mądrego), opublikowaną w roku 1981.
Od 1977 roku jako publicysta muzyczny brał udział w przygotowaniach kilkudziesięciu chorwackich albumów i kompilacji: Zagrebački jazz kvartet (Zagrzebski Kwartet Jazzowy): 40 godina (40 lat), Jazz u Hrvatskoj 1960.-1967. (Jazz w Chorwacji 1960-1997), Pjeva Vam Ivo Robić (Śpiewa Wam Ivo Robić), Zaboravljene zvijezde (Zapomniane gwiazdy), Nikica Kalogjera: 50 pjesama (50 piosenek), Zdenko Runjić : Moj galebe (Mój gołębiu), 1962.-2002., Drago Diklić : Sve moje godine (Wszystkie moje lata), Oliver Dragojević: Sve najbolje (Wszystkiego najlepszego), Drago Mlinarec: Krhotine, Boško Petrović: Ethnology, Beat na moru/Rock na moru (Beat nad morzem/Rock nad morzem).

### Porin
Dražen Vrdoljak jest jednym z założycieli chorwackiej nagrody fonograficznej Porin. Jako Sekretarz Zarządu (1994-1995) zainicjował starania realizacji idei chorwackiego odpowiednika nagród Grammy.
Sam otrzymał nagrodę Porin w czterech kategoriach:
- 1995 – Porin za najlepszy komentarz / notatkę o albumie Soul Fingers Live in B. P. Club
- 1995 – Porin za najlepszy album kompilacyjny (poza muzyką klasyczną) Ritam kiše (Rytm deszczu)
- 2001 – Porin za najlepszą produkcję albumu muzyki rozrywkowej Tedi Spalato Live in Lisinski
- 2003 – Porin za wyjątkowy wkład w chorwacki przemysł muzyczny

Vrdoljak był również wieloletnim członkiem Chorwackiego Związku Muzycznego i Chorwackiego Stowarzyszenia Dziennikarzy.

## Choroba
Dražen Vrdoljak zmarł 9 maja 2008 roku w wieku 57 lat. Przez siedem ostatnich lat swojego życia cierpiał na marskość wątroby. W 2006 przeszedł przeszczep. Nie mówił publicznie o swojej chorobie, starał się chronić swoje życie prywatne przed mediami.